# Pierling

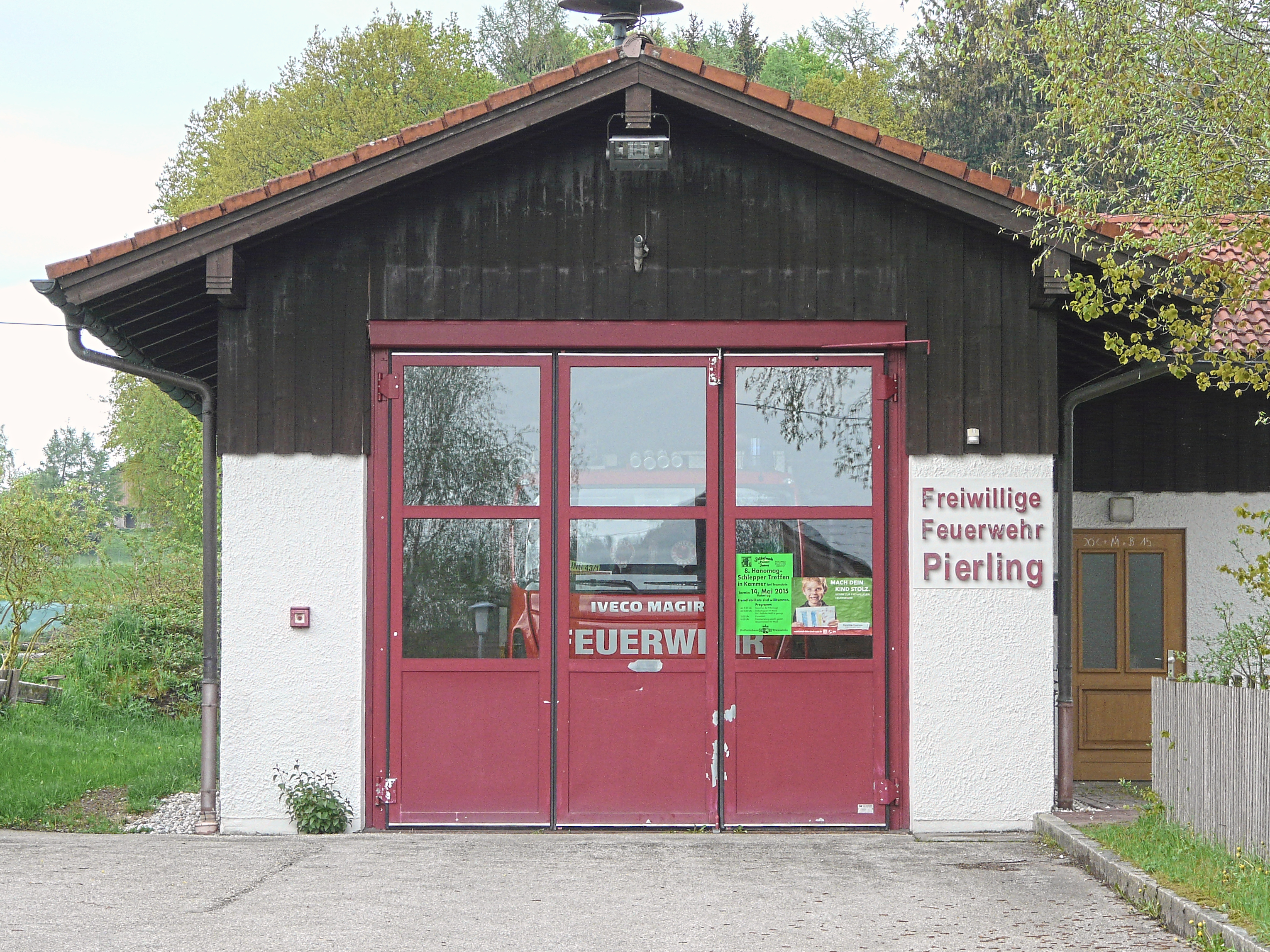
Feuerwehrhaus der Freiwilligen Feuerwehr Pierling

Pierling ist ein Ortsteil der Stadt Traunreut im Landkreis Traunstein mit ca. 50 Einwohnern. Der drei Kilometer südöstlich von Traunreut gelegene Weiler war der Hauptort der bis 1978 existierenden Gemeinde Pierling.

## Geschichte
Der Name Pierling wird vom im 8. Jahrhundert in Freising belegten Personennamen Pircho abgeleitet. Pierling war zur Zeit des Kurfürstentums Bayern Sitz einer Hauptmannschaft. 1818 entstand mit dem bayerischen Gemeindeedikt die politische Gemeinde Pierling, die die Orte Frühling, Heiming, Hurtöst, Kirchberg, Oberwalchen, Oberweißenkirchen, Schlichtersberg und Unterweißenkirchen umfasste. Kirchstätt, das noch zur Hauptmannschaft Pierling gehört hatte, kam an die Gemeinde Traunwalchen.
Am 1. Oktober 1950 wurde durch die Regierung von Oberbayern die neue Gemeinde mit dem Namen Traunreut aus Gebietsteilen der Gemeinden Palling, Pierling, Stein an der Traun und Traunwalchen neu gebildet.
Im Zuge der Gemeindegebietsreform kamen die Orte Ober- und Unterweißenkirchen sowie Kirchberg am 1. Januar 1978 zu Palling, das restliche Gemeindegebiet kam zur Stadt Traunreut.